# Aplomera gymnopoda
Aplomera gymnopoda är en tvåvingeart som beskrevs av Mario Bezzi 1905. Aplomera gymnopoda ingår i släktet Aplomera och familjen dansflugor. Inga underarter finns listade i Catalogue of Life.